# Myrmeleon (Myrmeleon) mobilis
Myrmeleon (Myrmeleon) mobilis is een insect uit de familie van de mierenleeuwen (Myrmeleontidae), die tot de orde netvleugeligen (Neuroptera) behoort. 
Myrmeleon (Myrmeleon) mobilis is voor het eerst wetenschappelijk beschreven door Hagen in 1888.